# 프레야 자야와르다나
라덴 로로 프레야나시파 자야와르다나 (Raden Roro Freyanashifa Jayawardana, 2006년 2월 13일 ~ )는 인도네시아의 아이돌, 가수, 댄서이자 아이돌 그룹 JKT48의 멤버이다. 전문적으로는 프레야 자야와르다나로 알려져 있으며, 프레야라고도 불린다.